# Feldgrau
Il Feldgrau è una tonalità di grigio scuro, vicina al grigio-verde.
Ha assunto notorietà storica per essere stato il colore di base ufficiale delle uniformi militari delle forze armate tedesche dall'inizio del XX secolo fino al 1945 (nel caso della Repubblica Federale Tedesca) o al 1989 (nel caso della Repubblica Democratica Tedesca).
Diverse variazioni di questo colore sono state in uso anche presso forze armate di altri paesi.

## Storia

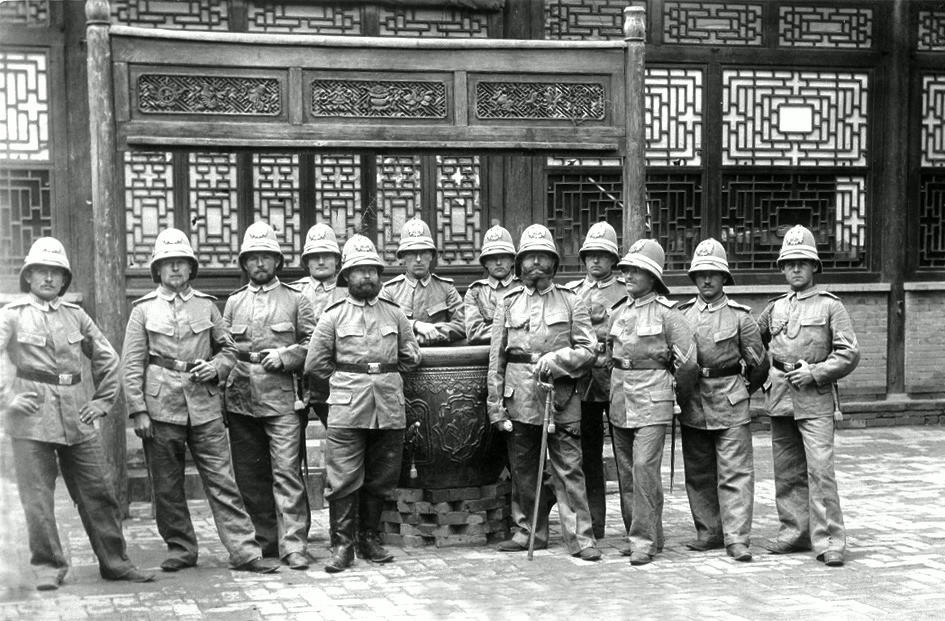
Soldati del corpo di spedizione tedesco in Cina nel 1900, con la prima uniforme in Feldgrau.

Il primo utilizzo del termine Feldgrau (in tedesco "Grigio da campo") per riferirsi a delle divise militari risale al 1900, anno in cui il corpo di spedizione imperiale tedesco inviato in Cina per contrastare la ribellione dei Boxer fu dotato di uniformi invernali dipinte da un colore così denominato. Va notato che la gradazione del grigio era, in quel caso, più chiara rispetto a quella che sarebbe divenuta famosa nei decenni successivi. Considerata la migliore resa rispetto alla precedente colorazione blu, il nuovo colore fu utilizzato come base per le successive uniformi imperiali.
Nel 1907 la Prussia, allora parte del Reich tedesco, approvò per decreto l'adozione di una uniforme da campo per il tempo di pace interamente basata sulla tonalità Feldgrau (Feldgraue Friedensuniform). Dal 1910 un decreto imperiale impose il grigio come colore ufficiale dell'intero esercito tedesco, che entrò nel primo conflitto mondiale con uniformi grigio-verdi per le manovre sul campo di battaglia. Dal 1915, con una nuova ordinanza imperiale, il grigio venne imposto anche per le divise da parata, e con il 1916, anno in cui anche l'esercito bavarese lo adottò come ufficiale, le uniformi colorate in stile ottocentesco scomparirono in Germania.
Nel periodo fra le due guerre, il Feldgrau rimase il colore ufficiale delle divise del Reichswehr della Repubblica di Weimar, il cui modello può considerarsi una continuazione di quelli della Grande Guerra. Con l'introduzione della classificazione dei colori RAL nel 1927, la tonalità "Grigio da campo n.2", nota anche come "Grigio-verde" venne codificata con la sigla RAL 7009.

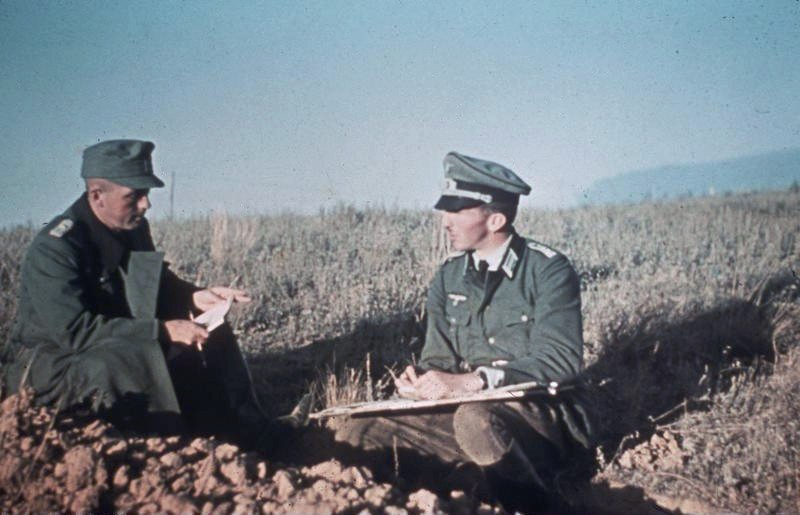
Un soldato ed un ufficiale della Wehrmacht, nelle loro uniformi in Feldgrau, sul fronte di Stalingrado nel 1942.

Nel 1936 la nuova Wehrmacht, creata dal governo nazista, varò una nuova uniforme militare, denominata "Modello 36" (o M36) che riprendeva il colore grigio da campo, facendone il tratto distintivo dell'esercito. A causa di una mancata codifica ufficiale della colorazione, la tonalità era di fatto variabile, fra un grigio maggiormente tendente al verde e gradazioni più scure. Con diverse versioni e piccole modifiche, le uniformi dell'esercito tedesco furono sempre contraddistinte dall'uso caratteristico del Feldgrau come colore di base, che col tempo giunse a rappresentare, nell'immaginario collettivo, uno dei simboli stessi della potenza militare tedesca. Fino al 1937 rimase anche la tinta di base delle unità corazzate, sostituito in seguito dal meno vistoso "Grigio scuro n. 46" (RAL 7021) che restò obbligatorio fino al 1943. Fino al 1940 anche i tipici Stahlhelm della Wehrmacht furono in Feldgrau n. 3 (RAL 6006).
Nel secondo dopoguerra, la tonalità Feldgrau rimase in uso presso la Repubblica Democratica Tedesca, nelle uniformi della Kasernierte Volkspolizei e successivamente dalla Nationale Volksarmee. Il colore non è attualmente utilizzato dalle uniformi della Bundeswehr, l'esercito nazionale tedesco, che riprende in alcune divise il colore grigio ma in una gradazione più chiara.

## Utilizzo in altri paesi

### Austria-Ungheria e Austria

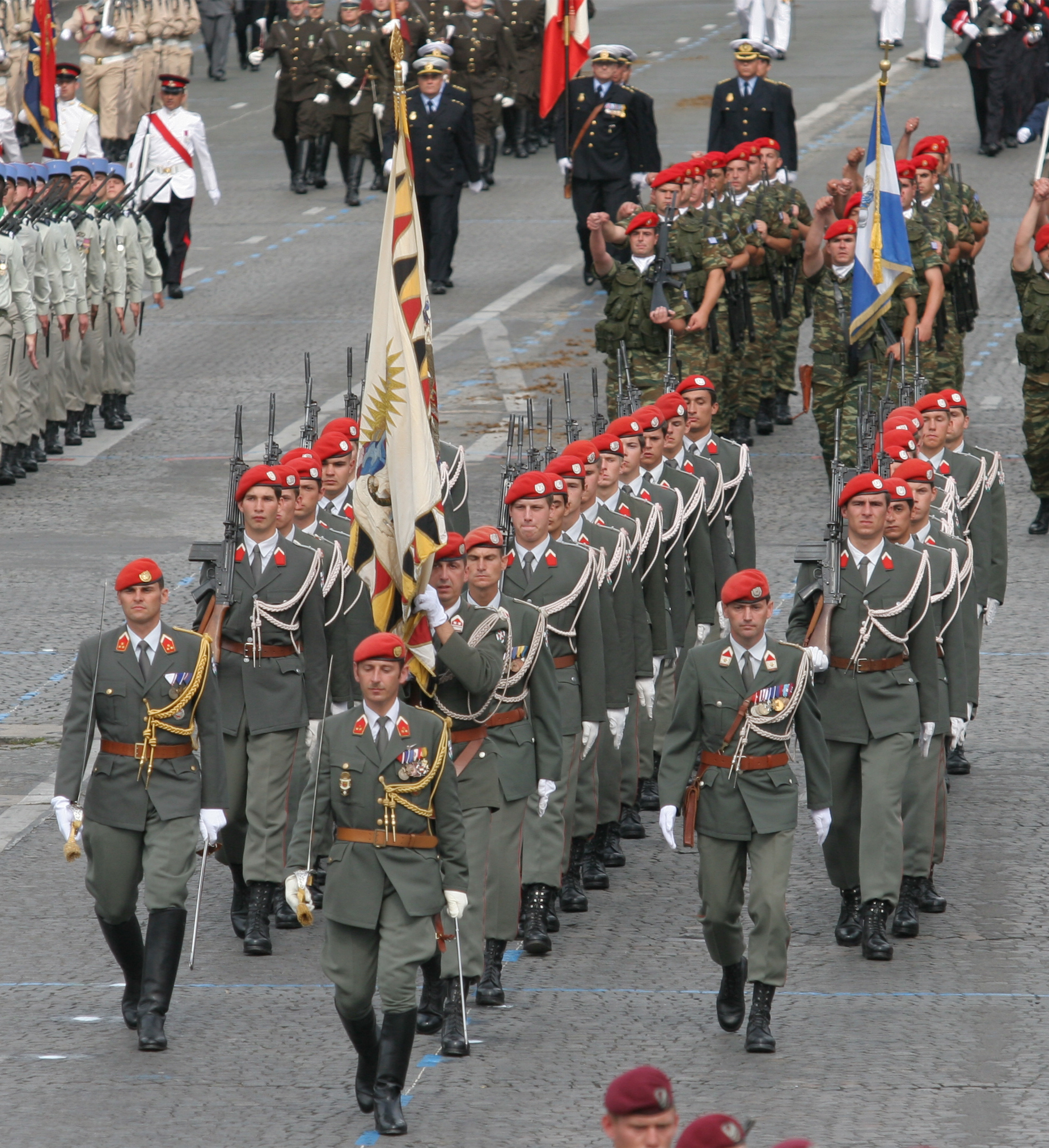
Un battaglione della Guardia austriaca in parata nel 2007.

Nel 1909 l'Esercito austro-ungarico adottò il grigio picca (Hechtgrau) come colore fondamentale dell'uniforme da campo della fanteria, dell'artiglieria, del genio e delle unità motorizzate. In precedenza era stato riservato ai reggimenti di Jaeger e di milizia territoriale Landwehr. Con lo scoppio della Prima guerra mondiale, la tonalità grigio-azzurra dell'Hechtgrau si rivelò tuttavia inadatta per le campagne in Europa e, a partire dal 1915, fu sostituita dal più mimetico Feldgrau grigio-verde, di ispirazione tedesca.
Le divise della prima Repubblica Austriaca nel 1929 erano molto simili a quelle tedesche dell'epoca, con l'utilizzo del Feldgrau come colore di base.
Il Feldgrau è tuttora descritto come il colore di base dell'esercito della Repubblica austriaca.

### Cile

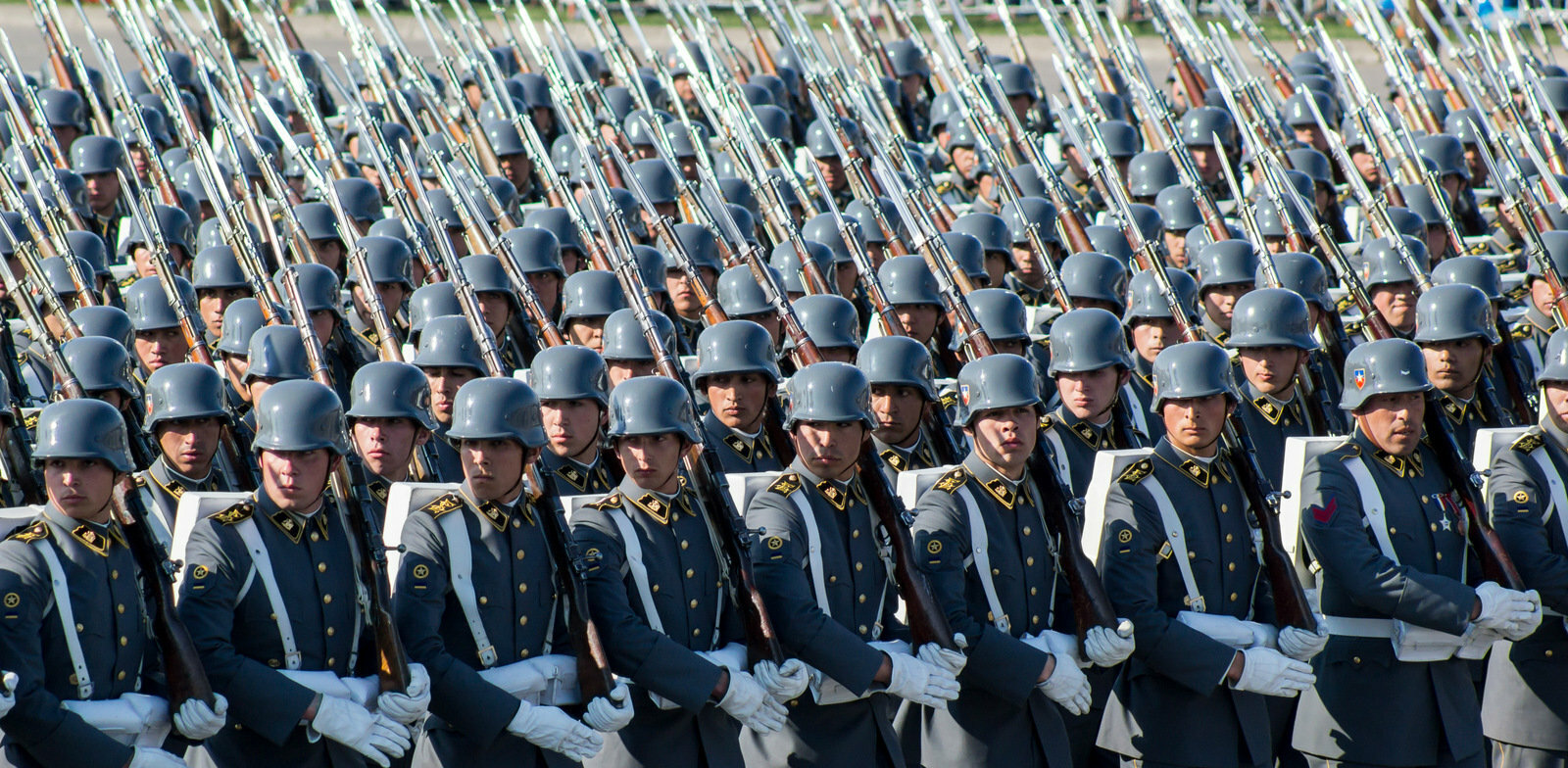
Sottufficiali dell'esercito cileno in parata nel 2014.

L'esercito cileno utilizza, come uniforme da parata, delle divise in colore grigio-perla, molto simile, sebbene leggermente più chiaro, al Feldgrau. Gli stessi elmetti utilizzati da alcuni gruppi delle forze armate cilene richiamano direttamente gli Stahlhelm utilizzati dalla Wehrmacht tedesca nel secondo conflitto mondiale.

### Finlandia
L'attuale uniforme dell'esercito finlandese (M/83) è grigia e si ispira a quella tedesca del 1944. L'esercito finlandese ha utilizzato uniformi grigie sin dalla sua fondazione nel 1918. Il colore grigio è chiamato in finlandese kenttäharmaa (letteralmente "grigio da campo", traduzione letterale di Feldgrau), talvolta noto anche come armeijan harmaat (grigio militare). "Andare nei grigi dell'esercito" resta un modo di dire popolare per indicare l'ingresso nel servizio militare.

### Svezia
Fra il 1915 ed il 1958 l'esercito svedese adottò il Feldgrau come colore per alcune delle sue divise.

## Tabella comparativa
La tabella mostra alcuni campioni di Feldgrau a confronto con altri colori militari tedeschi:
| Numero               | Campione | CIELAB L* | CIELAB a* | CIELAB b* | Nome tedesco       | Nome italiano                 | Descrizione ed esempi                                                                         |
| -------------------- | -------- | --------- | --------- | --------- | ------------------ | ----------------------------- | --------------------------------------------------------------------------------------------- |
| #5d5d3d              |          |           |           |           | Feldgrau           | Grigio da campo               | Colore di base dell'esercito imperiale tedesco e dell'esercito repubblicano tedesco 1907–1935 |
| RAL 6006grauoliv     |          |           |           |           | Feldgrau           | Grigio da campo               | Colore di base della Wehrmacht 1937–1945                                                      |
| #555548Steingrau</p> |          |           |           |           | Steingrau          | Grigio pietra                 | Colore di vase della Nationale Volksarmee (forze armate della DDR) 1956–1989                  |
| RAL 7008             |          | 45.91     | 3.34      | 17.92     | Khakigrau          | Grigio Kaki                   | Nome originale: Graugrün (Grigio verde)                                                       |
| RAL 7009             |          | 43.19     | −2.43     | 3.87      | Grüngrau           | Grigio verde                  | Nome originale: Feldgrau Nr.2 (Grigio da campo No.2)                                          |
| RAL 7013             |          | 39.21     | 0.59      | 6.33      | Feldgrau/Steingrau | Grigio da campo/Grigio pietra | Esercito austriaco                                                                            |
| RAL 7016             |          | 33.84     | −1.33     | −2.83     | Anthrazitgrau      | Grigio antracite              | Utilizzato come complemento dalla Wehrmacht                                                   |
| RAL 7021             |          | 30.65     | −0.43     | −1.22     | Schwarzgrau        | Grigio-nero                   | Aggiunto nel 1937 per l'utilizzo della Wehrmacht con il nome Dunkelgrau (Grigio scuro)        |
| RAL 7037             |          | 30.65     | −0.43     | −1.22     | Staubgrau          | Grigio polvere                | Usato dal 1956 dall'esercito federale tedesco col nome di Hellgrau (Grigio chiaro)            |